# Aristide Farrenc
Pour les articles homonymes, voir Farrenc.
Jacques Hippolyte Aristide Farrenc (né à Marseille le 9 avril 1794, mort à Paris le 31 janvier 1865) est un flûtiste, musicologue et éditeur de musique français.

## Biographie
Aristide Farrenc est le fils de Louis Joseph Estienne Farrenc, négociant, et de Marie Antoine Eulalie Chaudeaume.
Il travaille comme flûtiste au Théâtre italien et fonde une maison d'éditions musicales qu'il abandonna en 1841 pour se consacrer à la musicologie.
L'ouvrage le plus connu édité par Farrenc, en collaboration avec son épouse, est le Trésor des pianistes en 20 livraisons (1861-1872), contenant de nombreuses œuvres de musique ancienne pour le clavecin (Couperin, Bach, Haendel, Scarlatti, Rameau, CPE Bach, etc.), et des sonates classiques pour le piano-forte comme Haydn, Mozart, Clementi, Hummel, Dussek, Weber et Beethoven, et même du Chopin.
Aristide Farrenc meurt le 31 janvier 1865 en son domicile, au 10 de la rue Taitbout dans le 9e arrondissement. Il est inhumé au cimetière du Montparnasse (10e division).
Son épouse, Louise Farrenc, était une pianiste d'exception, une enseignante respectée et aussi une compositrice de renom. Après la mort de son mari en 1865, elle continua la publication du Trésor des pianistes jusqu'au 20e et dernier volume en 1872. Trois volumes supplémentaires parurent aussi, mais contenant la musique de la première moitié du XIXe siècle déjà publiée (Hummel, Ries, Weber, Mendelssohn et Chopin).
Leur fille Victorine était pianiste et compositrice. Née en 1826, elle mourut en 1859 à 32 ans.

## Ouvrages
- Les Concerts historiques de M. Fétis à Paris, Paris, 1855.
- Le Trésor des pianistes, Paris, 1861 ; New York, 1977.